# Raison d'être
「Raison d'être」（レゾンデートル）は、日本の女性声優、田中理恵の1枚目のシングル。2002年5月22日にビクターエンタテインメントから発売された。

## 概要
- ビクターエンタテインメント移籍後、田中理恵のファーストシングル。
- 表題曲は、TBSテレビ系アニメ『ちょびっツ』前期エンディングテーマに使用された。
- 表題曲とカップリング曲は本人の2枚目のアルバム『24 wishes』に収録されているが、「Raison d'être」は新しい歌詞で再録され「Sweet Sweet」と改名された。
- 本作は、2021年3月10日にストリーミングサービスでFlyingDogから配信限定でリリースされた[2][注 1]。
- 「Raison d'être」はプロモーションビデオが作られなかったが、シングルのCMで使用された短いクリップが制作された[3]。

## チャート成績
オリコンウィークリーチャートで初登場58位を記録された。チャート登場回数は1回、累計4,300枚のセールスを記録した。

## 収録曲
| #         | タイトル                            | 作詞           | 作曲      | 編曲       | 時間  |
| --------- | ----------------------------------- | -------------- | --------- | ---------- | ----- |
| 1.        | 「Raison d'être」                   | ACKO           | 永井ルイ  | 永井ルイ   | 4:04  |
| 2.        | 「瞳のトンネル」                    | サエキけんぞう | 依田和夫  | 桜井鉄太郎 | 4:29  |
| 3.        | 「Raison d'être」(Original Karaoke) |                |           |            | 4:06  |
| 合計時間: | 合計時間:                           | 合計時間:      | 合計時間: | 合計時間:  | 12:39 |

## 参加ミュージシャン
| Raison d'être - All Instruments, Chorus：Rui Nagai - Chorus：ACKO - Mixing：Tetsushi Fujita, Tetsuya Morioka - Recording and Mixing: Haruo Saito | 瞳のトンネル - Programming, Chorus：Tetsutaro Sakurai - Electric Bass：Masahiko Rokukawa - Electric and Acoustic Guitar：Kiyoshi Tsuchiya - Keyboard：Shin Kono - Recording and Mixing：Hirokazu Funahashi (OTAYA) |